# Per-Pålstjärnarna
Per-Pålstjärnarna är en sjö i Härjedalens kommun i Härjedalen och ingår i Ljusnans huvudavrinningsområde.